# Ulica Marcina Kasprzaka w Warszawie

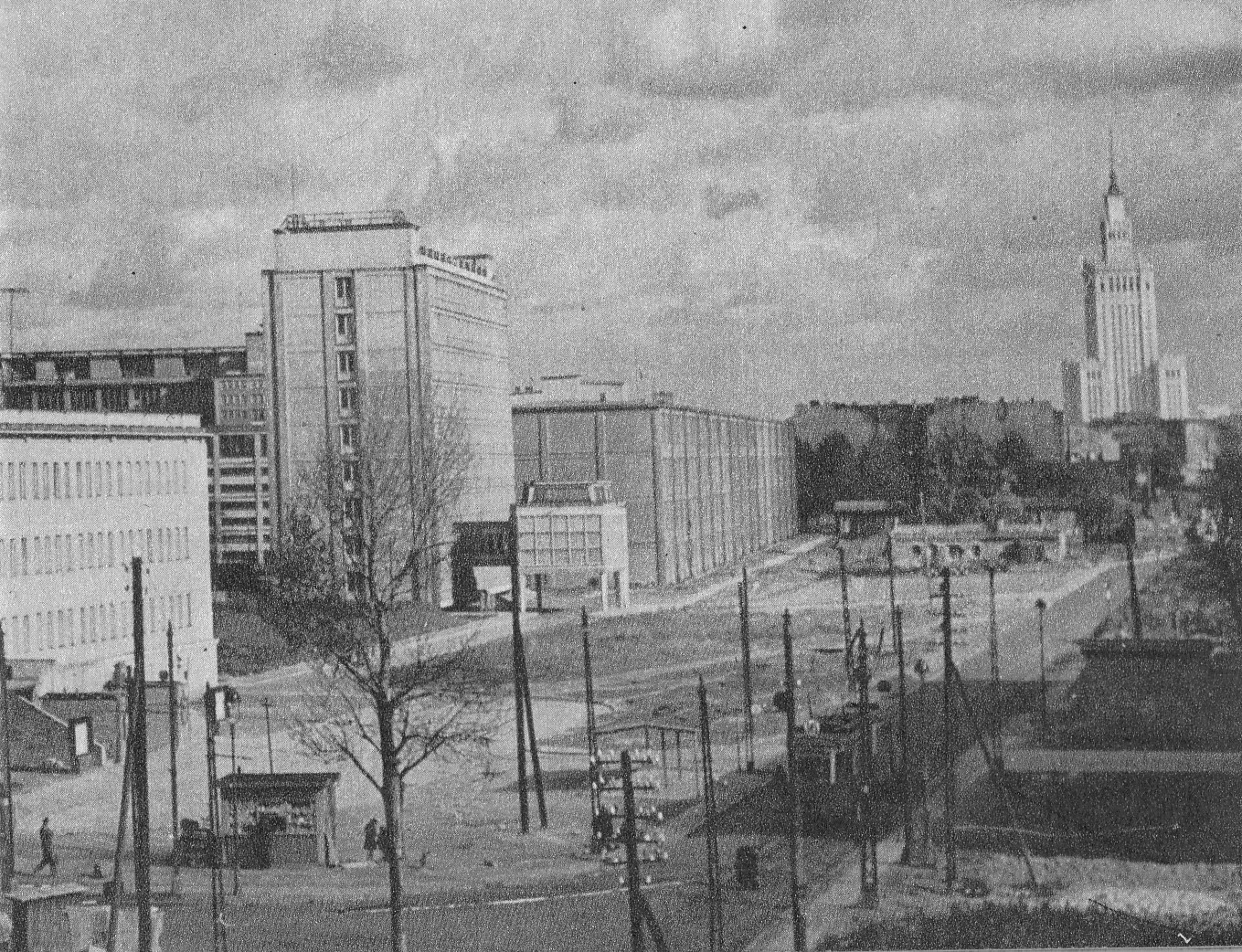
Ulica Kasprzaka w 1955 roku

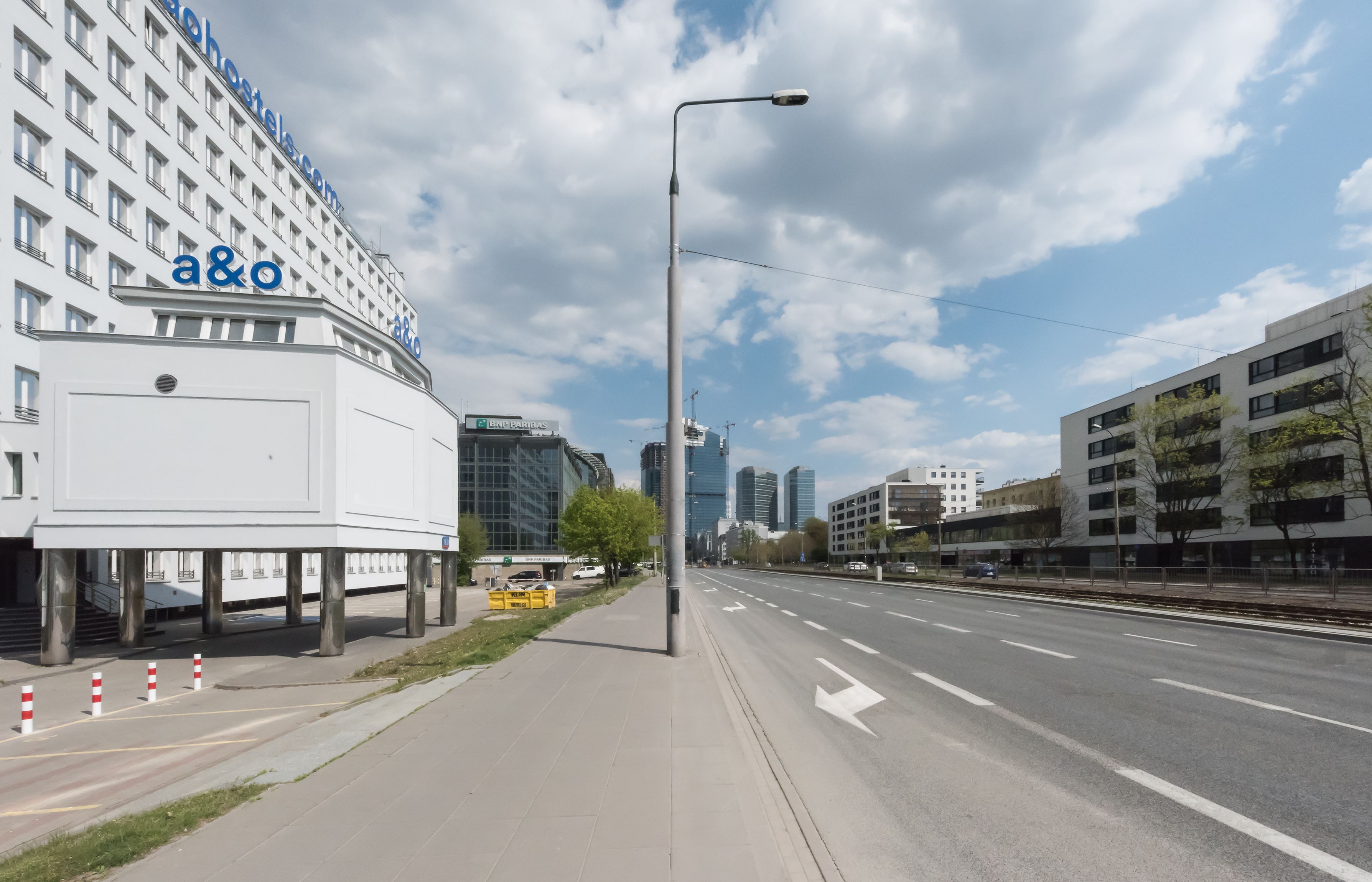
Ulica Kasprzaka na wysokości ul. Zegadłowicza (2020)

Ulica Marcina Kasprzaka – ulica w warszawskiej dzielnicy Wola.

## Przebieg
Ulica rozpoczyna swój bieg na skrzyżowaniu z ulicą Karolkową jako zachodnie przedłużenie ul. Prostej. Biegnie na zachód krzyżując się od południa z ulicami Janusza Korczaka i Emila Zegadłowicza, by dalej od północy napotkać ulicę Skierniewicką, od południa Brylowską oraz z jednej strony Płocką, a z drugiej Seweryna Krzyżanowskiego. Następnie przecina ją ul. gen. Józefa Bema i dalej nad Kasprzaka znajduje się wiadukt kolejowy linii nr 20. Tuż za wiaduktem kolejowym ulica tworzy rondo Tybetu z aleją Prymasa Tysiąclecia (główny ciąg drogowy al. Prymasa Tysiąclecia poprowadzony jest bezkolizyjnie wiaduktem nad ul. Kasprzaka). Następnie krzyżuje się od północy z ul. Grabowską, później z obu stron z ul. Juliana Konstantego Ordona i wpada w ciąg ulicy Wolskiej.
Ulica na całej długości jest fragmentem drogi wojewódzkiej 719. W latach 1986–2000 na odcinku od ulicy Wolskiej do ulicy Prostej pokrywała się z przebiegiem drogi krajowej nr 2, następnie do końca 2013 był on wyznaczony między ulicą Wolską a aleją Prymasa Tysiąclecia. Do połowy lat 80. XX wieku leżała w ciągu drogi międzynarodowej E8 oraz nieoznakowanej drogi państwowej nr 17.

## Historia
Ulica jest dawną drogą prowadzącą od granicy pól warszawskich i wsi Wielka Wola w kierunku zachodnim. Była nazywana Drogą Dworską od dworu na Czystem (podmiejskiej rezydencji bankiera Karola Szchultza), obok którego przechodziła. Jej początkowy odcinek uregulowano przed rokiem 1787. W 1875 została ona przecięta torami kolei obwodowej. Powstanie Gazowni Warszawskiej (1888) i Szpitala Starozakonnych na Czystem (1902) spowodowała połączenie dwóch części ulicy, która wtedy została również wybrukowana kamieniami polnymi.
W 1913 oddano do użytku kraniec linii tramwajowej w formie trójkąta torowego na skrzyżowaniu ulic Dworskiej i Skierniewickiej, wraz z trasą przebiegającą ulicą Skierniewicką umożliwiającą dojazd do Szpitala Starozakonnych.
W 1916 ulica Dworska wraz z Wolą została włączona do Warszawy.
20 października 1919 oddano do użytku linię tramwajową na odcinku pomiędzy skrzyżowaniami z ulicami Skierniewicką i Bema, łączącą wcześniej wybudowany kraniec na skrzyżowaniu z ulicą Skierniewicką z nowym krańcem położonym przed kościołem św. Stanisława Biskupa i Męczennika. 25 listopada 1920 linia tramwajowa przebiegająca wzdłuż ulicy Dworskiej została zlikwidowana, zaś obsługę ruchu tramwajowego przejęła nowa linia na ulicy Bema.
W latach 30. XX wieku odcinkiem ulicy kursowały tramwaje, położone tory były drogą dla tramwajów z pobliskiej zajezdni „Wola”. 18 listopada 1938 oddano do użytku 100-metrowy odcinek linii tramwajowej pomiędzy skrzyżowaniami z ulicami Skierniewicką i Brylowską stanowiący część trasy prowadzącej do pętli Czyste położonej w głębi ulicy Brylowskiej.
Kursowanie tramwajów, zawieszone 8 września 1939 w związku z bombardowaniami, zostało wznowione na ulicach Skierniewickiej, Dworskiej i Brylowskiej do pętli Czyste dnia 9 maja 1940. Wraz z wybuchem Powstania Warszawskiego trwale wyłączono z eksploatacji 100-metrowy odcinek torowiska tramwajowego na ulicy Dworskiej oraz przylegający do niego odcinek wzdłuż ulicy Brylowskiej.
20 stycznia 1948 wznowiono kursowanie tramwajów na odbudowanej linii wzdłuż ulicy Skierniewickiej do trójkąta torowego na skrzyżowaniu ulic Dworskiej i Skierniewickiej. W dniach od 21 czerwca do 7 sierpnia 1948 przeprowadzono przebudowę linii tramwajowej w celu zmiany rozstawu szyn z 1525 mm do na 1435 mm.
Uchwałą Rady Narodowej m.st. Warszawy z dnia 28 września 1950 ulicy Dworskiej nadano obecną nazwę upamiętniającą Marcina Kasprzaka, w 45. rocznicę jego śmierci. W miejscu domu, w którym znajdowała się drukarnia, gdzie stawił opór rosyjskim żandarmom, ustawiono kamień pamiątkowy. Tego patrona otrzymały również Zakłady Radiowe w Warszawie, których kompleks produkcyjno-biurowy wzniesiono w latach 1949–1951 między ulicą Kasprzaka, Karolkową i Skierniewicką.
W 1955 ulicą pojechał tramwaj linii 5 bis, a w 1956 składy linii 11 zastąpiły kursującą od 1948 linię 16. Kraniec dla obu tych linii znajdował się nadal na skrzyżowaniu Kasprzaka i Skierniewickiej.
W 1963 przeprowadzono przebudowę ulicy i jej poszerzenie do dwóch jezdni o trzech pasach ruchu. W dniu 21 sierpnia 1963, w ramach prowadzonych prac, zlikwidowano przecinającą plac budowy trasę tramwajową na ulicy Bema. W wyniku modernizacji ulica Kasprzaka stała się nową arterią na kierunku wschód-zachód. Oficjalnie przebicie 4-kilometrowej ulicy, łączącej Wolę ze Śródmieściem, miało miejsce 4 grudnia 1963. W tym samym dniu otwarto nową trasę tramwajową w ciągu ulic Prostej i Kasprzaka, od skrzyżowania z ulicą Towarową do tymczasowego krańca w postaci trójkąta torowego na skrzyżowaniu z ulicą Nowo-Bema. Jednocześnie z otwarciem nowej trasy odcięto niewielki fragment trasy wzdłuż ulicy Skierniewickiej na południe od Kasprzaka. Pierwsze połączenie autobusowe dotarło na poszerzoną ulicę 13 stycznia 1964, gdy uruchomiono linię 163 łączącą Górce ze Śródmieściem.
27 września 1964 zlikwidowano tymczasowy kraniec tramwajowy na skrzyżowaniu z ulicą Nowo-Bema, zaś trasę tramwajową przedłużono wzdłuż ulicy Nowo-Bema do skrzyżowania z ulicą Wolską.
W 1968 na pasie zieleni między jezdniami ulicy ustawiono rzeźby powstałe na I Biennale Rzeźby w Metalu. Ideą biennale było zbliżenie środowisk artystycznych i robotniczych. Materiał i zaplecze techniczne artystom zapewniły wolskie zakłady przemysłowe, a powstałe w ten sposób rzeźby wystawiono na widok publiczny. Jednym z miejsc ekspozycji była ulica Kasprzaka, gdzie powstała trzykilometrowa Ekspozycja Dużych Rzeźb, tzw. Galeria samochodowa. W miarę upływu czasu rzeźby niszczały i były usuwane ze względu na przebudowę infrastruktury. Część z nich trafiła na równoległą ulicę Górczewską. Rzeźby na ulicy Kasprzaka poddano renowacji w 2009. Były to: Melodia, Baza, Żagle, Totem, Awangarda, Stalowa etiuda, Kompozycja, Biennal i Drogowskazy. Podlegają Zarządowi Oczyszczania Miasta jako część Publicznej Kolekcji m. st. Warszawy.
15 października 1975 oddano do użytku wielopoziomowy węzeł u zbiegu ulic Kasprzaka, Wolskiej i Redutowej, nazwany wolskim węzłem komunikacyjnym. Jezdnia północna ulicy Kasprzaka, prowadząca ruch w kierunku zachodnim, została poprowadzona w wykopie, zaś jezdnia południowa ulicy Kasprzaka, obie jezdnie ulicy Wolskiej, ulica Redutowa oraz torowisko tramwajowe poprowadzono na poziomie ziemi.
20 listopada 1986 oddano do użytku przystanek kolejowy Warszawa Kasprzaka, znajdujący się na nowo zelektryfikowanej linii kolei obwodowej, przylegający do ulicy od strony północnej.
30 czerwca 1990 odcinek trasy tramwajowej pomiędzy skrzyżowaniami z ul. Skierniewicką i al. Rewolucji Październikowej został wyłączony z ruchu w związku z budową estakad w ciągu al. Rewolucji Październikowej. Nieużywane torowisko i trakcję pozostawiono w pasie rozdziału pomiędzy jezdniami ulicy.
Na początku lat 90. XX wieku Zakłady Radiowe im. Marcina Kasprzaka zostały zlikwidowane. Przebudowane budynki pełnią funkcje biurowe. W dawnym budynku biurowym, na rogu ul. Skierniewickiej, mieści się Teatr na Woli.
W 2015 Tramwaje Warszawskie wystąpiły o decyzję środowiskową niezbędną dla odbudowy trasy na odcinku pomiędzy ul. Skierniewicką i al. Prymasa Tysiąclecia oraz przedłużenia jej do ul. Wolskiej. W lipcu 2016 zdemontowano nieużywane przewody trakcyjne, natomiast para nieużywanych słupów trakcyjnych znajdująca się na pasie rozdziału została zlikwidowana w 2017 lub 2018. W 2017, w związku z planowaną budową linii tramwajowej na całej długości ulicy, metalowe rzeźby przeniesiono na leżący u zbiegu z ulicą Wolską skwer płk. Zdzisława Kuźmirskiego-Pacaka, gdzie wcześniej przeniesiono już osiem prac. Budowę nowej trasy między ul. Skierniewicką a Wolską rozpoczęto w marcu 2022. Podczas prac odkopano i zlikwidowano stare torowisko, zasypane w 2007. 5 lutego 2024 oddano do użytku część drogową przebudowanego wolskiego węzła komunikacyjnego, w obrębie którego wszystkie jezdnie krzyżujących się ulic Kasprzaka, Wolskiej i Redutowej znalazły się na poziomie ziemi. 5 marca 2024 oddano do użytku przebiegającą wzdłuż ulicy linię tramwajową pomiędzy ulicami Skierniewicką i Wolską wraz z umieszczoną w wykopie tramwajową częścią przebudowanego wolskiego węzła komunikacyjnego, którą 25 marca połączoną z przebudowaną linią wzdłuż ulicy Wolskiej. Tego samego dnia wstrzymano obsługę ruchu pasażerskiego na linii tramwajowej wzdłuż ulicy Skierniewickiej, zaś torowisko przeznaczono wyłącznie dla ruchu technicznego.

## Ważniejsze obiekty
- BNP Paribas Bank Polska (nr 2)
- Szpital Wolski (nr 17)[44]
- Instytut Matki i Dziecka (nr 17a)[44]

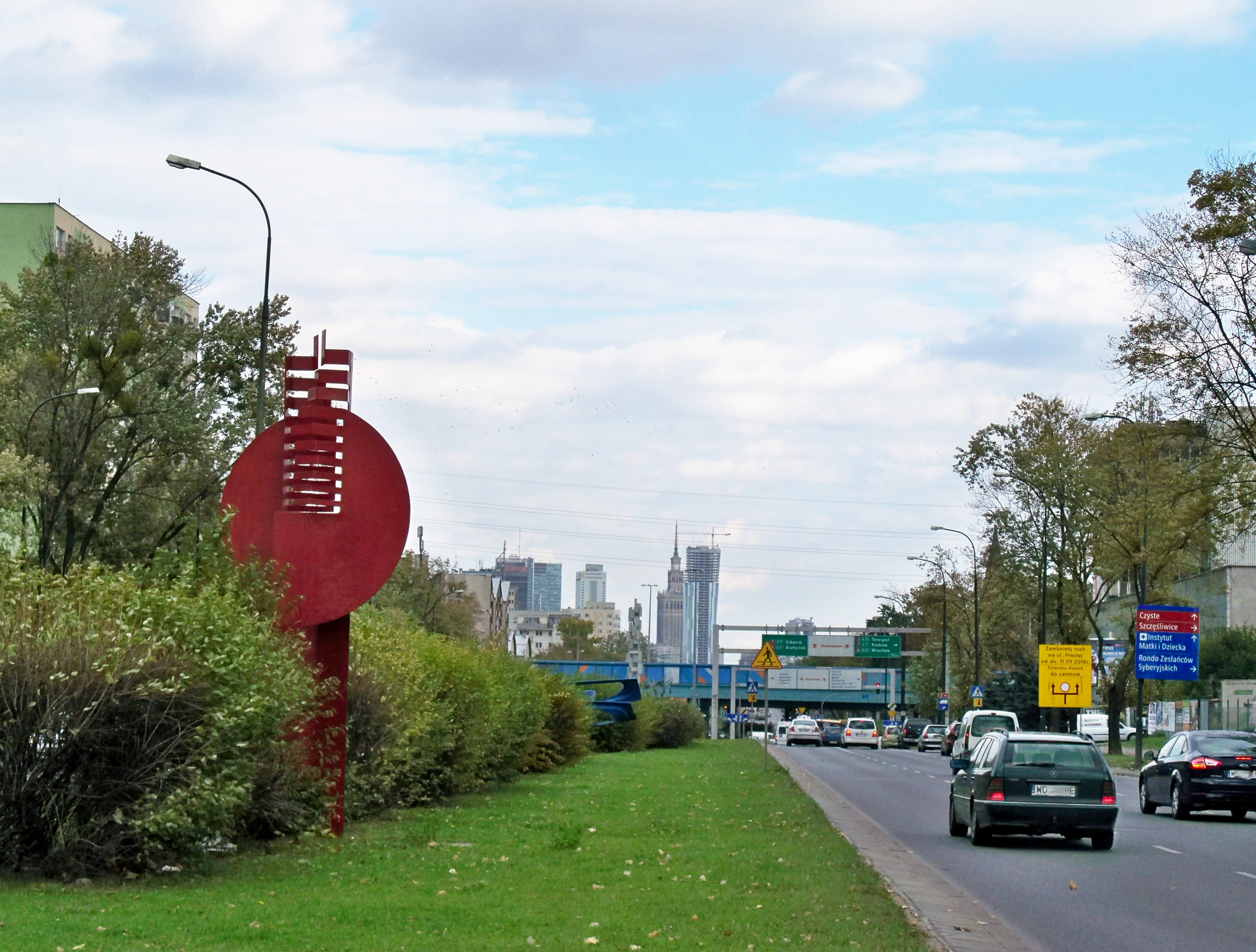
Biennal – rzeźba Macieja Szańkowskiego znajdująca się na pasie zieleni między jezdniami ul. Kasprzaka

- Pomnik Marcina Kasprzaka (nr 18/20)
- Zespół Szkół nr 36 im. Marcina Kasprzaka (nr 19/21)
- Scena Na Woli im. Tadeusza Łomnickiego Teatru Dramatycznego m.st. Warszawy (nr 22)
- Dawna Gazownia Warszawska i Muzeum Gazownictwa (nr 25)
- Kościół św. Stanisława Biskupa i Męczennika (ul. Bema 73/75)
- Instytut Chemii Organicznej PAN i Instytut Chemii Fizycznej PAN (nr 44/52)
- Przystanek kolejowy Warszawa Wola

## Obiekty nieistniejące
- Pomnik Karola Świerczewskiego
- Zakłady Radiowe im. Marcina Kasprzaka